# Nembo Ferrari
Als Nembo Ferrari wird eine kleine Reihe von Straßensportwagen bezeichnet, die ältere Ferrari-Chassis mit neu entworfenen Karosserien verbinden. Die Baureihe geht auf den kalifornischen Designer Tom Meade und den italienischen Karosseriehersteller Neri e Bonacini zurück. Die von 1965 bis 1967 entstandene Serie besteht aus einem Coupé (Nembo GT) und mindestens zwei offenen Versionen (Nembo Spyder). 25 Jahre später wurde ein weiterer Spyder im Stil der Original-Nembos aufgelegt. Die Nembo Spyder gelten für viele als die schönsten jemals gebauten Ferraris mit Sonderkarosserien. Sie sind werksseitig nicht als klassische Ferrari anerkannt. Gleichwohl werden sie mittlerweile für siebenstellige Euro- bzw. Dollarbeträge gehandelt.

## Entstehungsgeschichte
In den 1960er-Jahren war es unter Ferrari-Fahrern eine gängige Praxis, in die Jahre gekommene Werkskarosserien älterer Fahrzeuge durch neu gestaltete Aufbauten zu ersetzen. Daraus ergab sich ein einträgliches Geschäftsmodell für einige kleinere italienische Karosseriehersteller. Besonders erfolgreich war in diesem Segment die Carrozzeria Sports Cars des ehemaligen Rennfahrers Piero Drogo, aber auch größere Werke wie Michelotti, Zagato und Pininfarina kleideten wiederholt ältere Chassis neu ein.
In diese Phase fällt die Entstehung der Nembo Spyder und des Nembo GT. Eine zentrale Rolle hatte dabei der in Kalifornien geborene und in Australien aufgewachsene „Hippie“, „Künstler“ und „Freigeist“ Tom Meade (1939–2013 oder 2014), der seit den frühen 1960er-Jahren in Italien lebte und bei der Carrozzeria Fantuzzi das Handwerk des Karosseriespenglers gelernt hatte. Über deren Inhaber Medardo Fantuzzi kam Meade mit Luciano Bonacini, einem der Gründer von Neri e Bonacini, und schließlich mit Piero Drogo in Kontakt, dem Inhaber der Carrozzeria Sports Cars. Beide Betriebe waren an der Entstehung der Nembo-Modelle beteiligt.
Meade, der seinen Lebensunterhalt zeitweise mit dem Export gebrauchter Ferrari in die USA bestritt, begann in den frühen 1960er-Jahren, selbst gestaltete Autos auf alten Maserati- und Ferrari-Chassis zu bauen. Eines seiner ersten auch Thomassima genannten Fahrzeuge war der Thomassima I. 1965 erhielt Meade von einem Kunden den Auftrag, einen Ferrari mit neuer Karosserie zu liefern. Er vermittelte den Kontakt zu Neri e Bonacini, wo ein Spyder-Aufbau für ein fünf Jahre altes Chassis eines Straßensportwagens konstruiert wurde. Das Fahrzeug erhielt die Bezeichnung Nembo. Auf den ersten Nembo folgten bis 1967 noch mindestens zwei weitere Fahrzeuge, die ebenfalls bei Neri e Bonacini konzipiert wurden. Sie ähneln sich stilistisch, sind aber nicht in allen Details gleich. Drei der von 1965 bis 1967 entstandenen Autos existieren noch.

## Design und Produktion
Die Nembo-Ferraris werden üblicherweise dem Karosseriewerk Neri e Bonacini zugeschrieben.
Wer für den Entwurf der Karosserien verantwortlich war, ist nicht vollständig geklärt. Sicher ist, dass Tom Meade an der Entwicklung der Nembo-Aufbauten beteiligt war; ob der Entwurf allerdings allein auf ihn zurückgeht, ist zweifelhaft.
Der Aufbau der Nembo-Fahrzeuge erfolgte nicht ausschließlich bei Neri e Bonacini. Tatsächlich entstanden alle Original-Nembos in arbeitsteiliger Kooperation mit der Carrozzeria Sports Cars: Die bei Neri e Bonacini gezeichneten Karosserien wurden bei Sports Cars in Handarbeit hergestellt. Anschließend baute Neri e Bonacini die Autos unter Einbindung der technischen Komponenten zusammen.

## Der Name
Für den Namen Nembo gibt es mehrere Erklärungsansätze. Einerseits soll er eine Zusammensetzung der ersten Silben der Nachnamen von Giorgio Neri und Luciano Bonacini sein. Anderen Autoren zufolge nimmt der Name auf die US-amerikanische Comicserie Superman Bezug, die in Italien in den 1960er-Jahren als Nembo Kid bezeichnet wurde. Schließlich steht Nembo im Italienischen für eine (Gewitter-)Wolke. 
Unklar ist, auf wen die Verwendung des Namens Nembo zurückging. 
Nach den Nembo-Ferraris trugen noch einige weitere von Neri e Bonacini aufgebaute Autos diese Bezeichnung, unter ihnen der Nembo 7 Litri (eine Abwandlung des Bizzarrini GT 5300) sowie der Nembo II, eine  auch als Iso Rivolta Daytona oder Strale Daytona bekannt gewordene Sportversion des Iso Grifo GL.

## Die einzelnen Nembo-Ferraris

### Drei oder vier Originale

#### 250 GT Nembo Spyder (1777 GT)

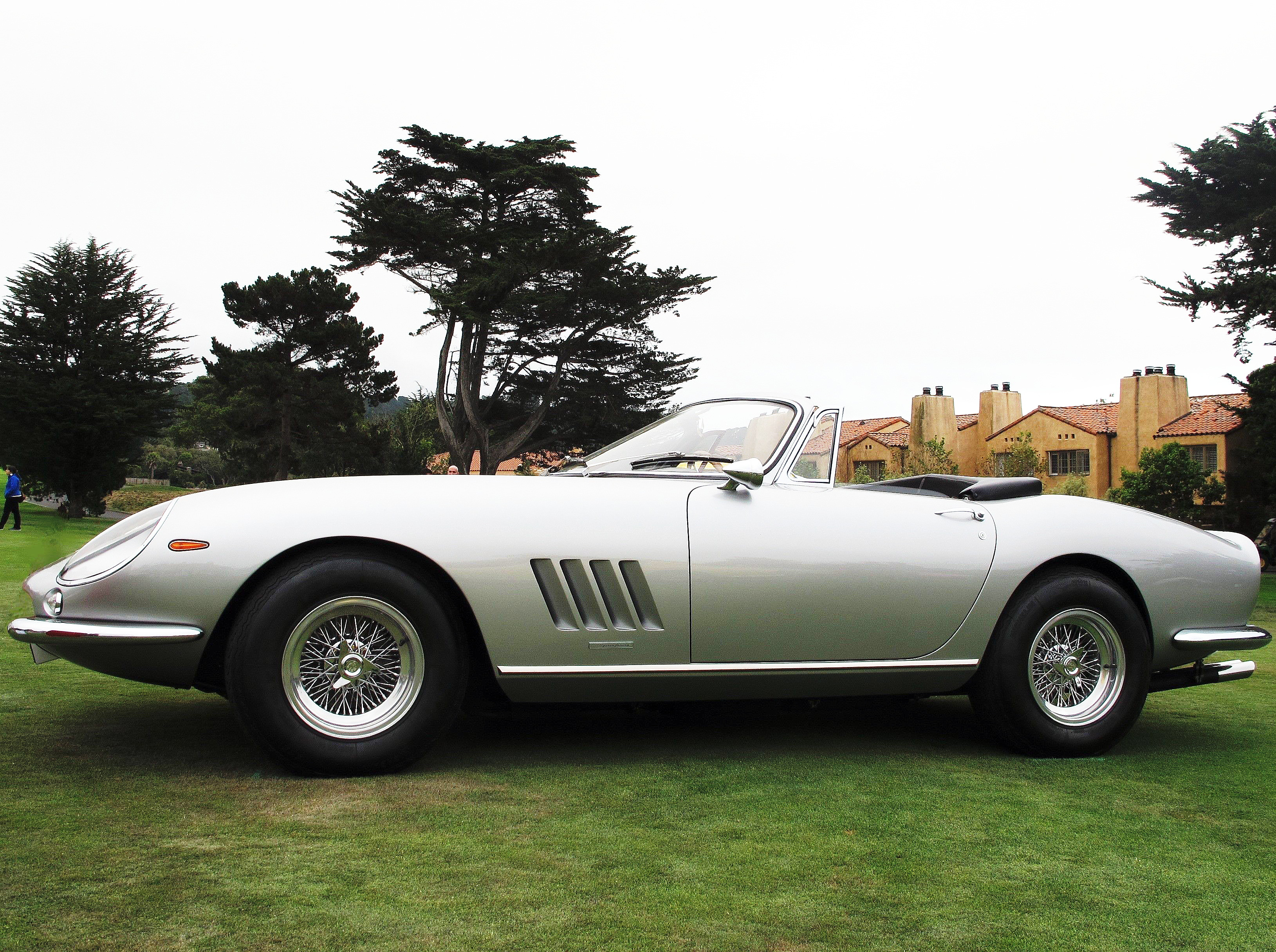
Stilistisch dem Nembo Spyder 1777 GT nachempfunden: Ferrari 275 GTB/4 NART Spyder

Der erste Nembo Spyder basiert auf dem Chassis eines Ferrari 250 GT Cabriolet, das 1960 hergestellt worden war (Chassisnummer 1777GT). Auftraggeber war Tom Meades Kunde Sergio Braidi.
Die neue Karosserie griff Merkmale des Ferrari 250 GTO und des 275 GTB auf und interpretierte sie als Cabriolet. Der Nembo Spyder hat zurückversetzte Scheinwerfer, die mit einer gewölbten Scheibe aus Plexiglas abgedeckt sind, und darunter liegende schmale Blinker. Die ovale Kühleröffnung befindet sich unterhalb der Scheinwerfer. Sie teilt die vordere Stoßstange. Die vorderen Kotflügel haben große seitliche Entlüftungsöffnungen, die hinteren Kotflügel sind wie beim 250 GTO stark gewölbt. Der Wagen wurde 1968 in die USA verkauft und wechselte dort vielfach den Eigentümer, bevor er 1988 in die Schweiz kam. 2007 wurde er in London für 1,4 Mio US-$ an einen südafrikanischen Sammler verkauft.
Zu Beginn der 1980er-Jahre entstand in Großbritannien ein Nachbau des ersten Nembo Spyder. Das Auto wurde auf das Chassis eines 250 GTE 2+2 (Nr. 4773 GT) gebaut.

#### 250 Nembo GT (1623 GT)
Parallel zum ersten Nembo Spyder entstand ein geschlossener Zweisitzer mit vergleichbarem Design. Der als Nembo GT bezeichnete Wagen nutzt das Fahrgestell eines Ferrari 250 GT Coupé, das 1960 für einen Kunden aus Venezuela aufgebaut worden war (Chassisnummer 1623 GT). Unterhalb der Gürtellinie entspricht der Aufbau dem Nembo Spyder, allerdings gibt es keine vorderen Stoßstangen. Das feste Dach fällt hinter dem Türabschluss zum Kofferraumdeckel ab; die B-Säule ist dreieckig. Die ausgeprägte Wölbung der hinteren Kotflügel und der Heckabschluss entsprechen wiederum dem Nembo Spyder. Die Antriebstechnik entspricht der des Spenderfahrzeugs. Der rot lackierte Wagen ging an einen Kunden in Kalifornien und blieb bis 1990 in den USA, bevor er an einen europäischen Sammler verkauft wurde. 2006 wurde das Auto in Nürnberg für etwa 1 Mio € versteigert; seitdem steht er bei dem gleichen südafrikanischen Sammler, dem auch der erste Nembo Spyder gehört.

#### 250 GT SWB Berlinetta Nembo Spyder (3771 GT)
Der zweite Nembo Spyder entstand 1966 auf Wunsch eines US-amerikanischen Kunden auf dem Chassis eines vier Jahre alten Ferrari 250 GT Berlinetta SWB Lusso (Nr. 3771 GT). Er hat damit einen um 200 mm kürzeren Radstand als der erste Spyder. Das Auto wurde 1966 an seinen Besteller ausgeliefert. Seitdem steht es in den USA.

#### Ein dritter Spyder (2707 GT)?
Nach Darstellung von Tom Meade wurde auch das 1961 aufgebaute Chassis Nr. 2707 GT, das ursprünglich zu einem Ferrari 250 GTE 2+2 gehörte, nachträglich als Nembo Spyder karossiert. Auftraggeber soll ein Kunde aus dem Libanon gewesen sein. Bei der Auslieferung sei das Auto unvollständig gewesen. Tom Meade will den Wagen später zurückgekauft haben. Belege für die Existenz dieses dritten Nembo Spyder gibt es nicht; insbesondere sind keine Fotografien bekannt. Deshalb wird die Existenz dieses Autos vielfach bestritten. Tom Meades Darstellung deckt sich außerdem nicht mit den Dokumentationen zu den einzelnen Ferrari-Fahrgestellnummern.

### Ein Nachzügler

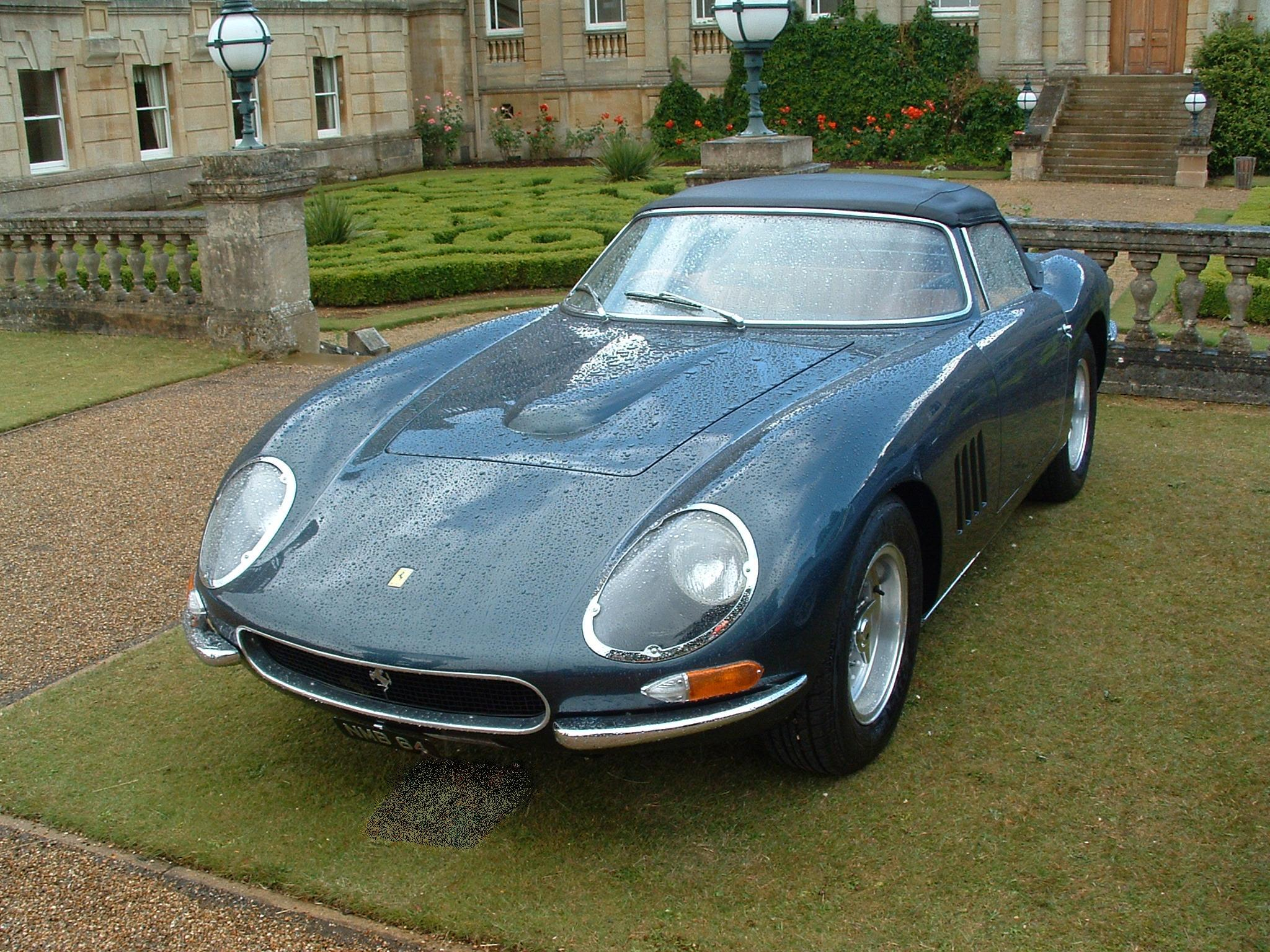
Später Nembo Spyder (5805GT)

Etwa 1990 entstand ein viertes Fahrzeug im Stil der Original-Nembos. Der Wagen hatte das Fahrwerk eines rechts gelenkten 330 GT 2+2 (Nr. 5805 GT), der 1964 an einen britischen Kunden ausgeliefert worden war. Initiator des Projekts war der seinerzeitige Eigentümer des 330 GT 2+2. Anstelle der ursprünglich geplanten Restauration des Autos entschied er sich für den Aufbau eines veränderten Fahrzeugs. Er beauftragte Giorgio Neri, der zu dieser Zeit in Modena eine Werkstatt unterhielt, mit dem Bau einer offenen Karosserie, die den Originalaufbauten der Nembo-Spyder entsprechen sollte. Das Chassis wurde gekürzt, der Motor blieb unverändert. Während des Aufbauprozesses geriet der Auftraggeber in finanzielle Schwierigkeiten, sodass Neri den Wagen zunächst nicht fertigstellte. 1992 übernahm Richard Allen, zeitweise Vorsitzender des britischen Ferrari Owners Club, das Projekt. Allen überführte den unfertigen Wagen nach Großbritannien und ließ ihn von dem Spezialisten Hayward & Scott zur Straßentauglichkeit bringen. 1998 erschien das Auto erstmals öffentlich.
In der Klassikszene besteht Streit darüber, ob das Fahrzeug als dritter Nembo-Spyder angesehen werden kann oder nur ein weniger wertvoller sanktionierter Nachbau (engl.: Sanction Car) ist.

## Bedeutung der Nembo Spyder
Die Nembo Spyder und der Nembo GT werden werksseitig nicht als klassische Ferrari anerkannt. Gleichwohl haben sie eine herausragende Bedeutung in der Klassikerszene.
Insbesondere die Nembo Spyder werden von vielen als die schönsten jemals gebauten Ferrari mit Sonderkarosserie angesehen. Ihre Form war Grundlage für eine eigenständige Baureihe der Carrozzeria Scaglietti. Initiator war Ferraris Nordamerika-Importeur Luigi Chinetti, der von dem ersten Nembo Spyder beeindruckt war und im Laufe des Jahres 1966 versuchte, Neri e Bonacini zur Auflage einer Kleinserie zu gewinnen. Daraus wurde nichts, weil das Unternehmen nach dem Weggang Luciano Bonacinis 1967 den Betrieb einstellte. Stattdessen ließ Chinetti bei Ferraris Hauslieferanten Scaglietti ein dem Nembo Spyder ähnelndes Fahrzeug entwickeln, das ab 1968 als 275 GTB/4 NART Spyder verkauft wurde. Von dem NART Spyder entstanden zehn Exemplare.
Tom Meade, der Urheber der Nembo-Reihe, gilt nach wie vor als unterschätzt. Für das Magazin Top Gear war Meade „vielleicht nur eine Fußnote in der Geschichte Ferraris; aber er hinterließ ein einzigartiges automobiles Erbe.“